# Aleksandra Olsza
Aleksandra Olsza (née le 8 décembre 1977 à Katowice) est une joueuse de tennis polonaise, professionnelle dans les années 1990.
En 1995, elle remporte les compétitions de simple et de double du tournoi junior de Wimbledon, cette dernière en compagnie de Cara Black. L'année suivante, elle bat Magdalena Maleeva, 12e joueuse mondiale, au 1er tour de l'US Open.
À trois occasions, elle a disputé une finale en double dames sur le circuit WTA, sans parvenir à s'imposer.

## Palmarès

### Titre en double dames
Aucun

### Finales en double dames
| No | Date       | Nom et lieu du tournoi     | Catégorie | Dotation  | Surface         | Vainqueures                       | Partenaire       | Score         |          |
| -- | ---------- | -------------------------- | --------- | --------- | --------------- | --------------------------------- | ---------------- | ------------- | -------- |
| 1  | 18/09/1995 | Moscow Ladies Open Moscou  | Tier III  | 161 250 $ | Moquette (int.) | Meredith McGrath Larisa Neiland   | Anna Kournikova  | 6-1, 6-0      | Parcours |
| 2  | 30/12/1996 | ASB Bank Classic Auckland  | Tier IV   | 107 500 $ | Dur (ext.)      | Janette Husárová Dominique Monami | Elena Pampoulova | 6-2, 6-7, 6-3 | Parcours |
| 3  | 16/11/1998 | Volvo Women’s Open Pattaya | Tier IV   | 107 500 $ | Dur (ext.)      | Els Callens Julie Halard          | Rika Hiraki      | 3-6, 6-2, 6-2 | Parcours |

## Parcours en Grand Chelem

### En simple dames
| Année | Open d'Australie | Open d'Australie | Internationaux de France | Internationaux de France | Wimbledon      | Wimbledon        | US Open         | US Open            |
| ----- | ---------------- | ---------------- | ------------------------ | ------------------------ | -------------- | ---------------- | --------------- | ------------------ |
| 1996  | -                | -                | -                        | -                        | 2e tour (1/32) | Sabine Appelmans | 2e tour (1/32)  | Inés Gorrochategui |
| 1997  | 1er tour (1/64)  | Silvia Farina    | 1er tour (1/64)          | Inés Gorrochategui       | 2e tour (1/32) | M.J. Fernández   | 1er tour (1/64) | Henrieta Nagyová   |
| 1998  | -                | -                | -                        | -                        | -              | -                | 1er tour (1/64) | Martina Hingis     |

À droite du résultat, l’ultime adversaire.

### En double dames
| Année | Open d'Australie              | Open d'Australie          | Internationaux de France      | Internationaux de France   | Wimbledon                     | Wimbledon                 | US Open                      | US Open                 |
| ----- | ----------------------------- | ------------------------- | ----------------------------- | -------------------------- | ----------------------------- | ------------------------- | ---------------------------- | ----------------------- |
| 1996  | 1er tour (1/32) M. Grzybowska | Krajčovičová L. Němečková | 1er tour (1/32) M. Grzybowska | M. Lindström M. Strandlund | 1er tour (1/32) M. Grzybowska | M. Werdel T. Whitlinger   | 2e tour (1/16) Lenka Cenkova | A. Lettiere C. Morariu  |
| 1997  | 1er tour (1/32) M. Grzybowska | Yayuk Basuki Caroline Vis | 1er tour (1/32) M. Grzybowska | K. Boogert Irina Spîrlea   | 1er tour (1/32) Janet Lee     | Laura Golarsa P. Schnyder | 1er tour (1/32) Studeníková  | V. Ruano Paola Suárez   |
| 1998  | 1er tour (1/32) D. Jones      | Laura Golarsa D. Monami   | 1er tour (1/32) T. Musgrave   | A. Dechaume A. Mauresmo    | 1er tour (1/32) T. Musgrave   | Kim Eun-Ha Miho Saeki     | -                            | -                       |
| 1999  | 2e tour (1/16) N. van Lottum  | Åsa Svensson Jelena Dokić | 2e tour (1/16) L. Osterloh    | Silvia Farina K. Habšudová | 2e tour (1/16) L. Osterloh    | K. Boogert A. Sidot       | 2e tour (1/16) L. Osterloh   | C. Martínez P. Tarabini |

Sous le résultat, la partenaire ; à droite, l’ultime équipe adverse.

### En double mixte
| Année | Open d'Australie | Open d'Australie | Internationaux de France | Internationaux de France | Wimbledon                  | Wimbledon                  | US Open | US Open |
| ----- | ---------------- | ---------------- | ------------------------ | ------------------------ | -------------------------- | -------------------------- | ------- | ------- |
| 1996  | -                | -                | -                        | -                        | 2e tour (1/16) Tom Kempers | L. Davenport Grant Connell | -       | -       |
| 1997  | -                | -                | -                        | -                        | 1er tour (1/32) A. Kitinov | Tina Križan Wayne Arthurs  | -       | -       |

Sous le résultat, le partenaire ; à droite, l’ultime équipe adverse.

## Parcours aux Jeux olympiques

### En simple dames
| # | Date       | Nom de l'olympiade      | Surface    | Résultat        | Ultime adversaire | Score    |          |
| - | ---------- | ----------------------- | ---------- | --------------- | ----------------- | -------- | -------- |
| 1 | 23/07/1996 | Summer Olympics Atlanta | Dur (ext.) | 1er tour (1/32) | Virag Csurgo      | 6-2, 7-5 | Parcours |

### En double dames
| # | Date       | Nom de l'olympiade      | Surface    | Résultat        | Partenaire           | Ultimes adversaires          | Score         |          |
| - | ---------- | ----------------------- | ---------- | --------------- | -------------------- | ---------------------------- | ------------- | -------- |
| 1 | 23/07/1996 | Summer Olympics Atlanta | Dur (ext.) | 1er tour (1/16) | Magdalena Grzybowska | Mary Pierce Nathalie Tauziat | 6-2, 3-6, 6-0 | Parcours |

## Parcours en Fed Cup
| #                                                               | Date       | Lieu     | Surface      | Gagnante(s)     | Perdante(s)      | Score         |          |
|                                                                 |            |          |              |                 |                  |               |          |
| 1998 - Barrage (groupe mondial II) - Autriche - Pologne - 5 : 0 |            |          |              |                 |                  |               |          |
| 1                                                               | 25/07/1998 | Bergheim | Terre (ext.) | Barbara Schett  | Aleksandra Olsza | 4-6, 6-0, 6-3 | Parcours |
| 1                                                               | 25/07/1998 | Bergheim | Terre (ext.) | Sylvia Plischke | Aleksandra Olsza | 6-0, 6-1      | Parcours |

## Classements WTA en fin de saison

### En simple
| Année | 1993 | 1994 | 1995 | 1996 | 1997 | 1998 | 1999 |
| Rang  | 511  | 500  | 176  | 96   | 152  | 118  | 206  |

Source : (en) « Classements de Aleksandra Olsza », sur le site officiel du WTA Tour

### En double
| Année | 1993 | 1994 | 1995 | 1996 | 1997 | 1998 | 1999 |
| Rang  | 240  | 346  | 84   | 123  | 104  | 113  | 89   |

Source : (en) « Classements de Aleksandra Olsza », sur le site officiel du WTA Tour